# Saint-André-Goule-d'Oie
Saint-André-Goule-d'Oie é uma comuna francesa na região administrativa da Pays de la Loire, no departamento de Vendéia. Estende-se por uma área de 20,19 km². Em 2010 a comuna tinha 1 860 habitantes (densidade: 92,1 hab./km²).